# Uiwang
Uiwang (의왕) ist eine Stadt in der Provinz Gyeonggi-do in Südkorea. Die Stadt hat über 160.000 Einwohner und ist eine von vielen Satellitenstädten, die Seoul umringen und das Gebiet der Region Sudogwon bilden. Ihr größter unmittelbarer städtischer Nachbar ist Anyang. Die niedrigen Gipfel des Gwangju-Gebirges prägen das Landschaftsbild der Stadt.

## Geografie
Uiwang liegt etwas südlich von Seoul. Es wird im Osten von den Bergen Baegunsan, Barasan, den unteren Hängen von Cheonggyesan und Maebongsan, im Süden von der Stadt Suwon, im Westen von Ansan, Gunpo und Anyang und im Norden von Gwacheon begrenzt.
Die Quelle des Anyangcheon – ein Nebenfluss des Hangang – liegt in Uiwang, ebenso wie die Quelle des Haguicheon, der selbst ein Nebenfluss des Anyangcheon ist. Die Quelle des Hwanggujicheon befindet sich auch in Uiwang, dieser fließt nach Süden und mündet schließlich in der Asan-Bucht ins Gelbe Meer.

## Geschichte
Die heutige Stadt entstand am 1. Januar 1989 aus Teilen der Stadt Siheung.

## Infrastruktur
Der Schienenverkehr ist in Uiwang, wo sich das Koreanische Eisenbahnmuseum und das Nationale Eisenbahncollege Koreas befinden, von großer Bedeutung. Die U-Bahn-Linie 1 von Seoul führt durch die Stadt, ebenso die Gyeongbu-Linie. Darüber hinaus befindet sich hier ein Terminal des Schifffahrtunternehmens Hanjin Shipping, welches inzwischen bankrott ist.
Der Seoul Ring Expressway, der Yeongdong Expressway, die Nationalstraße 1 und die Gwacheon-Bongdam-Autobahn (309) führen durch Uiwang.

## Partnerstädte
- North Little Rock (USA) seit 2000
- Kimitsu (Japan) seit 2002